# Fivel

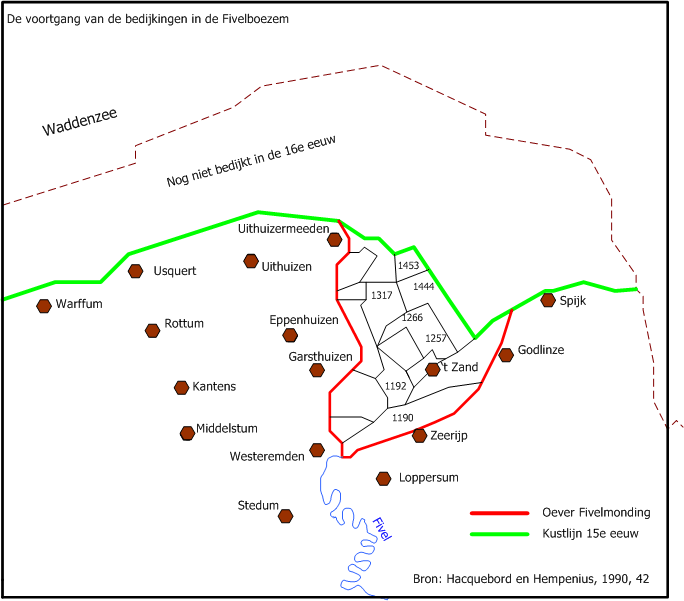
Indijking van de Fivelboezem

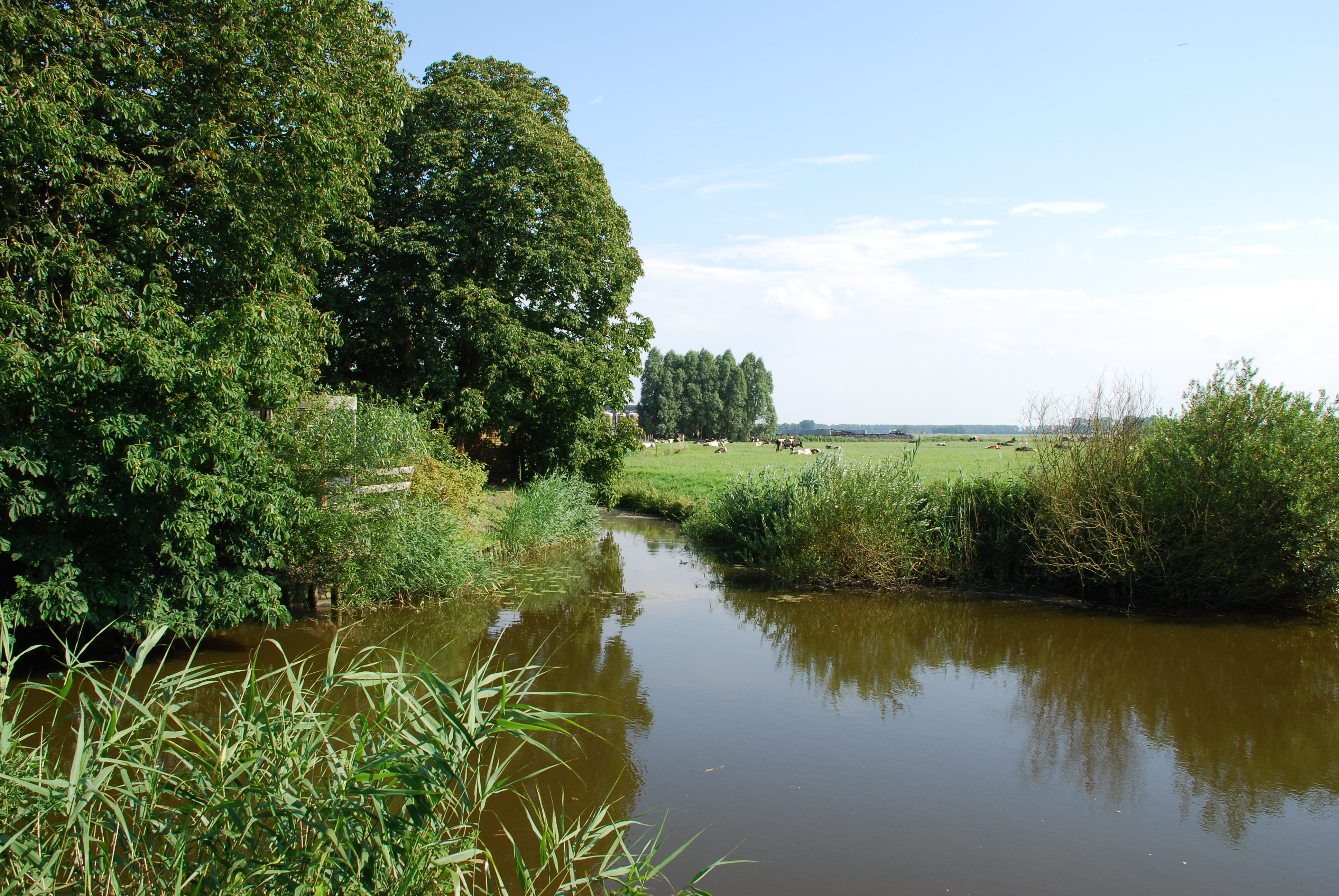
Uitloop van de Ten Poster Ae in het Damsterdiep bij Ten Post

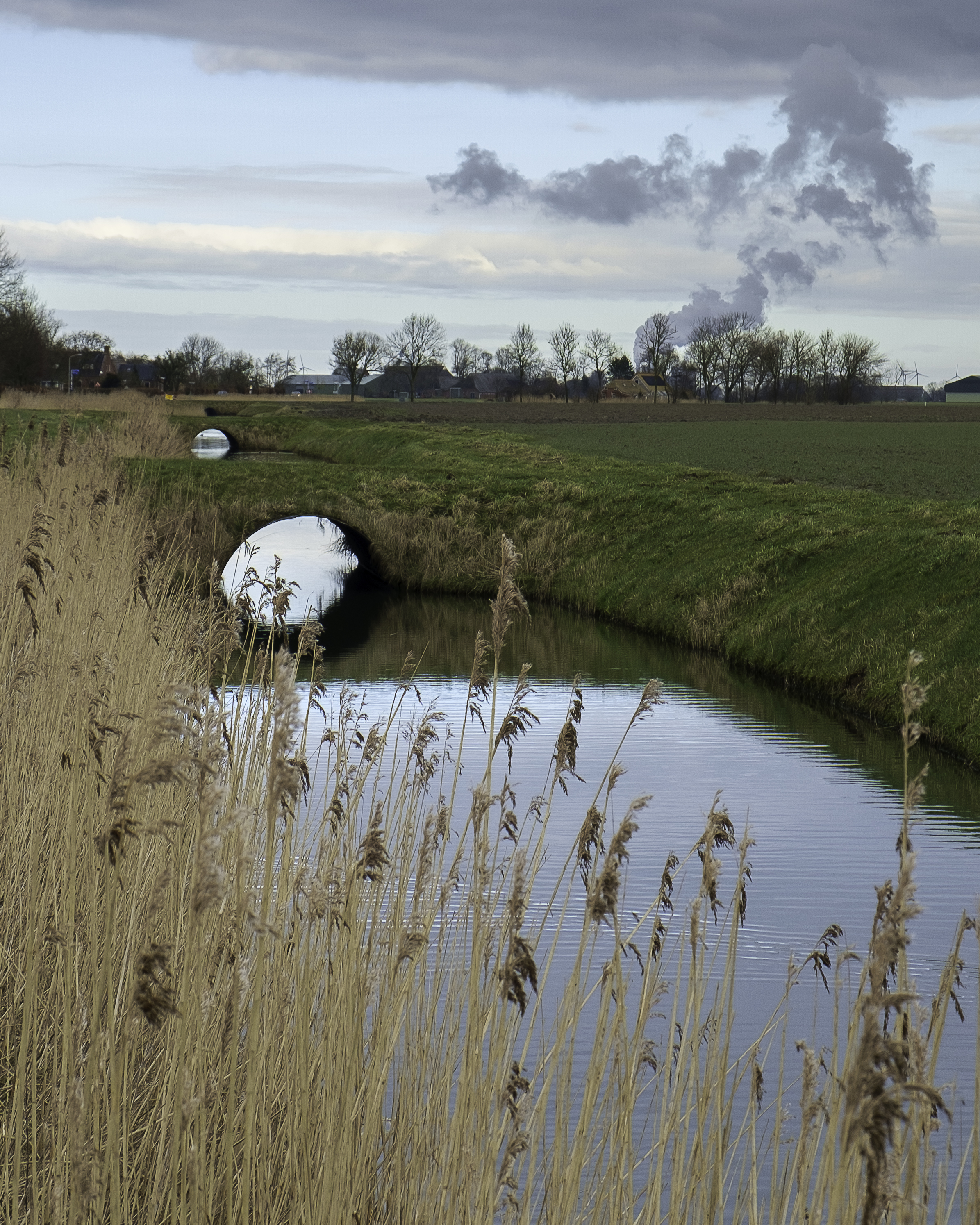
Zeemsloot langs de Fiveldijk

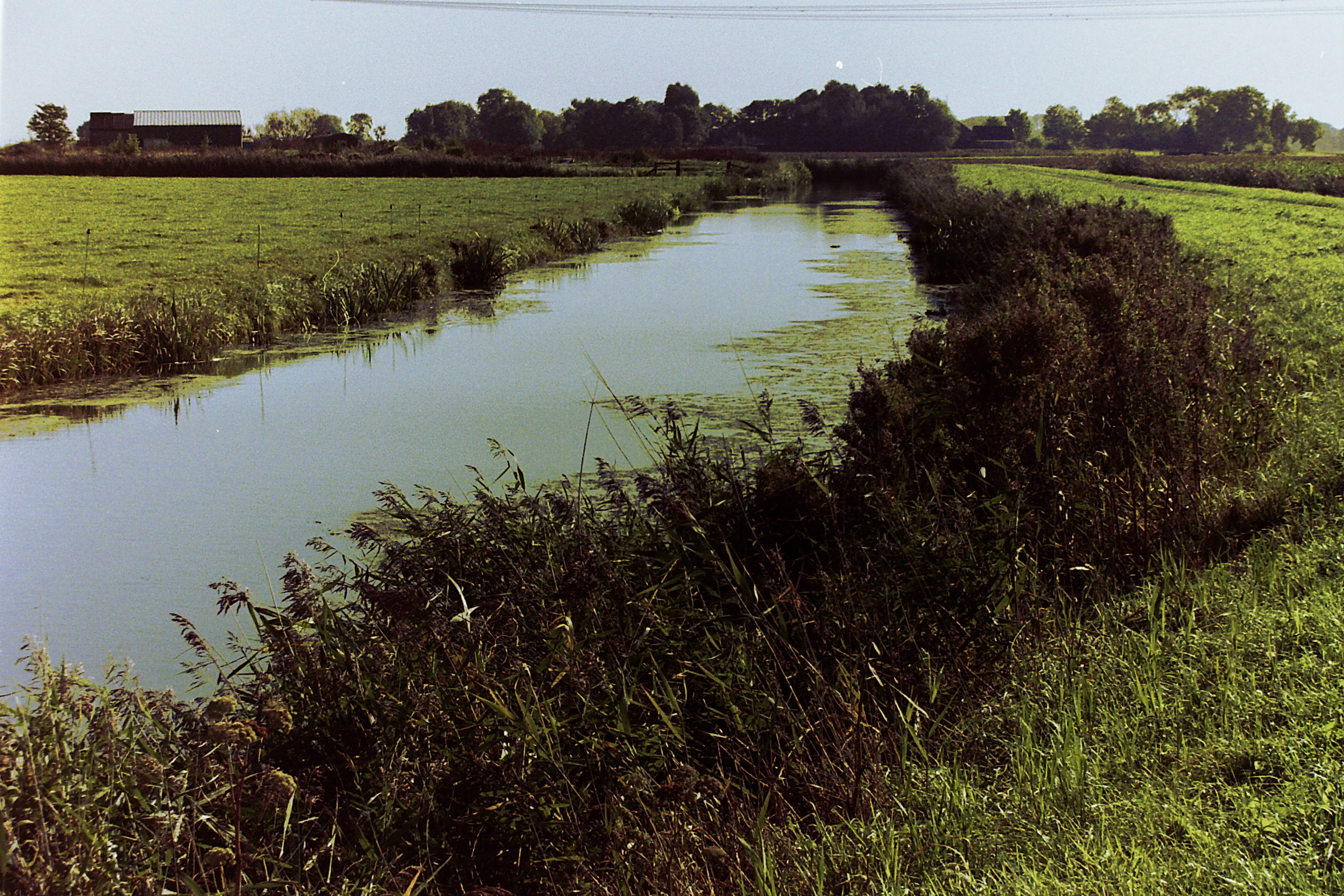
Westeremdermaar in de bedding van de Fivel

De Fivel is een voormalige rivier in de provincie Groningen, die uitmondde in de Fivelboezem, een baai aan de monding van de Westereems. De riviermonding is in de middeleeuwen verland. Delen van de rivierloop zijn te herkennen in huidige watergangen. De rivier gaf zijn naam aan het middeleeuwse landschap Fivelingo, dat in de achtste eeuw voor het eerst wordt genoemd.
De rivier begon evenals de Hunze als een veenrivier. Het water van de Fivel kwam van de hoogveenmoerassen rond Slochteren, Hoogezand en Kolham. Vanuit de Slochter Ae en de Scharmer Ae stroomde het water vervolgens naar de kust in de richting van Woltersum. De prehistorische stroomgeul is hier nog in de ondergrond aanwezig. Bij Woltersum nam de rivier - zoals uit bodemkaarten is af te leiden - oorspronkelijk ook het water uit de omgeving van het Schildmeer op. Het rechtgetrokken tracé ten noorden van het Slochterdiep wordt Woltersumer Ae genoemd; dit gedeelte werd kort voor 1471 gegraven. Bij Woltersum nam de rivier oorspronkelijk het water van de Kleisloot en de Oude Kwens op. Ook de benedenloop van de Scharmer Ae is gegraven; hij werd via de Smerige Ae doorgetrokken in de richting van de Kleisloot en het Lustigemaar.
Aan de noordzijde van het Eemskanaal slingerde de rivier oorspronkelijk langs het dorp Wittewierum, totdat rond 1200 de Ten Poster Ae of (vroeger ook wel Poster IJ genoemd) werd gegraven. Het water uit de Kleisloot werd voortaan via het Lustigemaar en het Damsterdiep afgevoerd, waar het bij Ten Post in de Fivel stroomde. Ten noorden van Winneweer zijn de meanders van de circa 75 meter brede getijdenrivier nog in het slotenpatroon te zien. 
De monding van de Fivel werd omstreeks 1200 bij Westeremden afgedamd. De benedenloop bestaat uit het Westeremdermaar, de Zeemsloot, het Garsthuistermaar en het Oude Maar, die vroeger uitmondde in het Maarvliet. Dit laatste tracé is gedeeltelijk verdwenen. Het Maarvliet waterde van 1317 tot 1453 uit in het Oosterniezijl; daarna werd de waterstroom omgekeerd in de richting van de Drie Delfzijlen en de Winsumer- en Schaphalsterzijlvest. Alleen het Westeremdermaar heeft nog enige breedte, al is dit niet meer dan 8 à 10 meter. Buitendijks zette de rivier zich verder in de Oude Tocht en het Groote Tjariet.

## Naam
De naam Fivel betekent ‘de reusachtige’ of ‘de verschrikkelijke’. In Oudengelse teksten als Beowulf en Widsith komen uitdrukkingen voor als fifel ('reus'), fifelcyn ('geslacht van monsters') en fifel-streám ('de verschrikkelijke stroom, de oceaan').

## Geschiedenis
De bovenloop van de Fivel ontstond in de laatste ijstijd (ca. 130.000 tot 10.000 jaar geleden) als een smeltwaterrivier. Het was zijtak van de Hunze. Het fossiele rivierdal van de Fivel is in de ondergrond nog goed te volgen als een brede geul door het Foxholstermeer via de Scharmer Ae naar Woudbloem. De Slochter Ae was een zijtak. Later raakte dit gebied overgroeid door hoogveen en ging de verbinding tussen Hunze en Scharmer Ae verloren.
In de Romeinse tijd en de vroege middeleeuwen mondde de Fivel uit in de Fivelboezem, een inham van de Waddenzee. De westelijke oever werd oorspronkelijk begrensd door de wierdenrij van Hemert, Westerwijtwerd, Middelstum, Toornwerd, Kantens, Rottum, Helwerd en Usquert. In de luwte van de uitdijende strandwallen van Uithuizen en Uithuizermeeden groeiden de kwelders hier snel aan. Er ontstonden nieuwe wierdendorpen bij Walsweer, Oldörp en Doodstil, van elkaar gescheiden door oost-west verlopende kreken, later oeverwalnederzettingen te Garsthuizen, Eppenhuizen en Zandeweer. Langs de zuidelijke oever werden de wierden van Stedum, Westeremden en Huizinge opgeworpen. Langs de oostelijke oever lagen Oldersum, Siuksum, Loppersum, Eenum, Eenumerhoogte, Leermens, Godlinze en Spijk. Op de oeverwal ontstond vervolgens Zeerijp. Stroomopwaarts langs de rivier bevonden zich ten slotte de wierdedorpen Huisweren, Wittewierum, Woltersum en De Hammen.
Al voor het jaar 1000 werd achter de oostelijke oever de Delf gegraven om het water uit de hoger gelegen veengebieden sneller oostwaarts naar zee te kunnen afvoeren. Het gedeelte van Winneweer tot Delfzijl is nu een deel van het Damsterdiep. De Delf stond aanvankelijk in open verbinding met de zee. De oevers werden voorzien van dijken, terwijl bij de uitmonding van de Fivel een zijl of sluis werd aangelegd. De monding van de sluis bij Winneweer werd Muda genoemd, wat mond betekent. De Kroniek van Bloemhof suggereert dat dit gebeurde in 1192. Het beheer van de sluis kwam in handen van het Slochter- en Scharmerzijlvest die ieder een deel van kanalen in het achterland beheerden.
Door het afnemen van de afgevoerde hoeveelheid water verzandde ook de benedenloop van de rivier. De Fivelboezem slibde langzaam dicht en werd vanaf de twaalfde eeuw steeds verder ingedijkt. 
De bovenloop van de Fivel werd vervolgens gekanaliseerd, waarbij de bochten een voor een werden afgesneden. De volgorde van de verschillende werkzaamheden is niet altijd duidelijk. De aanleg van de Ten Poster Ae moet al voor 1238 hebben plaatsgevonden, toen op bed van de oude rivier bij Wittewierum een nieuwe kerk werd gebouwd. In een volgende fase werd de bocht van de rivier langs Luddeweer en De Hammen afgesneden, nadat de uitmonding van het Schildmaar hier al eerder verdwenen was. Door het graven van een nieuw kanaal kreeg Scharmer een eigen afwatering, die zich na een bochtig tracé via het Westermeer en de Molensloot met de Kleisloot verenigde, om vervolgens bij Woltersum weer in de Ten Poster Ae te belanden. Ten slotte werd het water uit Kolham en Slochteren naar een nieuw gegraven kanaal, de Woltersumer Ae, geleid. De meanders bij Ten Post werden bij gelegenheid van de aanleg van het Damsterdiep in 1424 doorgraven.
Bij de kanalisatie van de Slochter en Scharmer Ae schijnt de hoofdeling Johan Rengers van Scharmer een hoofdrol te hebben gespeeld. Mogelijk maakte hij gebruik van heerlijke rechten die zijn voorouders hadden geërfd. Zij beschouwden zichzelf als leenheren van de graaf van Bentheim, wiens voorouders hier in de elfde eeuw grafelijke rechten uitoefenden. De aanleg van de Scharmer Ae heeft al geruime tijd voor 1459 plaatsgevonden, toen sprake was van een heerd land tussen de Slochter- en Scharmer Ae (dus bij Schaaphok), eigendom van de Johan Rengers. De aanleg van de Woltersumer Ae  gebeurde ten minste vóór 1471, toen voor het eerst sprake was van des nijen weghes die uut den nijen diepe gheschoten is na Woltersum. In 1479 ontstond er nogmaals een conflict tussen de inwoners van Harkstede en de beheerders van de kloosterboerderij van het Groningse Fraterhuis te Blokum in verband met een nieuwe dwarsverbinding bij een gedenkkruis te Woltersum: den nyen sloet, den Johan Rengers voertyts heeft ghegraven laten oestert nae Woltersum naden cruyssche.
Volgens sommige theorieën was de Fivel oorspronkelijk een zijtak van de Hunze. De herenboer en amateurgeleerde Pieter Mennes Bos uit 't Zandstervoorwerk heeft rond de Eerste Wereldoorlog onderzoek gedaan naar de bovenloop van de Fivel en de Hunze om deze stelling te toetsen. Hedendaagse bodemkaarten van het gebied rond het Foxholstermeer laten zien dat dit niet erg waarschijnlijk is.

## Trivia
- In de zeventiende en achttiende eeuw ging de naam Fivel over op het Damsterdiep. Appingedam wordt zodoende wel 'de Fivelstad' genoemd.
- De namen Fivelcollege, Fivelland (een zorgaanbieder in Noord-Groningen) en Voetbalvereniging 'De Fivel' (Zeerijp) zijn ontleend aan de naam van de rivier. 'De Fivel' was verder de naam van een stoomzuivelfabriek te Loppersum, een kalkbranderij te Appingedam en van meerdere kustvaartschepen.
- In Delfzijl is de wijk Fivelzigt, met de buurt Fivelmonde vernoemd naar de rivier. De historische boerderij Fivelzigt, steenfabriek Fivelmonde in deze wijk zijn eveneens vernoemd. Ook de de atletiekvereniging 'Fivelstreek'[7] in Delfzijl-West is vernoemd naar de rivier.